# Pizzo Cornera
Il Pizzo Cornera (in tedesco Gischihorn - 3.084 m s.l.m.) è una montagna della Catena Monte Leone-Blinnenhorn nelle Alpi Lepontine. Si trova sul confine tra l'Italia e la Svizzera.

## Caratteristiche
La montagna è collocata sul fondo della Val Devero e sovrasta l'Alpe Devero.

## Salita alla vetta
Si può salire sulla montagna partendo dall'Alpe Devero e passando per il Bivacco Combi e Lanza.